# Der Wilde Westen (Film)
Der Wilde Westen ist eine US-amerikanische Westernkomödie aus dem Jahr 1917 von John Emerson mit Douglas Fairbanks sr. in der Hauptrolle, der den Stummfilm auch produzierte.

## Handlung
Hollis Hillington ist der Präsident einer Eisenbahngesellschaft mit Sitz in New York. Sein Sohn Jeff ist von dem alten legendären Wilden Westen fasziniert. Als Vertreter der Stadt Bitter Creek in Arizona bei Hillington vorsprechen, damit dessen Eisenbahnlinie bis in ihre Stadt verlängert wird, schickt er Jeff zur Untersuchung dorthin, damit der von seiner Obsession geheilt wird.
In Bitter Creek weiß man von Jeffs Faszination. Nell Larabee, Tochter des Hoteliers Tom Larabee, schlägt vor, die moderne Stadt in ein Westernstädtchen zu verwandeln, damit Jeff eine tolle Zeit hat und sein Bericht positiv ausfällt. Jeff soll zudem einen gestellten Eisenbahnüberfall und einen ebenso falschen Indianerangriff erleben. Heimlich wird die Munition in Jeffs Revolver gegen Platzpatronen ausgetauscht.
Der betrügerische Indianeragent Steve Shelby und sein Handlanger Pedro führen einen echten Indianerangriff durch und entführen Nell. Jeff kann sich echte Munition besorgen und Shelby und seine indianischen Handlanger besiegen. Nun wird Jeff klar, dass er ein Narr gewesen ist und reist heim. Da Westernromanzen stets mit Hochzeiten enden, sieht man in der nächsten Szene Jeff und Nell, gekleidet in der Mode der Ostküste, in ihrem Haus auf der Prärie.

## Hintergrund
Drehorte des Films waren der New Yorker Central Park, Fort Lee (New Jersey), Nogales (Arizona) und Burbank in Kalifornien.
Glen MacWilliams arbeitete bei diesem Film als Kameraassistent. Joseph Henabery war Regisseur der Second Unit und Regieassistent.
In kleinen nicht im Abspann erwähnten Nebenrollen traten Monte Blue, Adolphe Menjou und Tom Wilson auf. Ebenfalls unerwähnt blieb Walter Bytell als Hollis Hillington.
2002 wurde der Film in die National Film Registry aufgenommen.

## Veröffentlichung
Die Premiere des Films fand am 24. Juni 1917 statt. In der Bundesrepublik Deutschland wurde er am 10. Juli 1976 im deutschen Fernsehen ausgestrahlt.

## Kritiken
Das Lexikon des internationalen Films schrieb: „Ein abenteuerlicher Stummfilm mit satirischen Seitenhieben gegen die Idealisierung des Western-Mythos, bevor er selbst in ein ereignisreiches frühes Paradebeispiel für das Genre mündet.“
Der Kritiker des TV Guide sah ein schmackhaftes Fairbanks-Praliné.